# Mihály Csokonai Vitéz

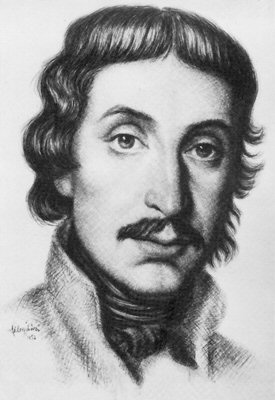
Csokonai Vitéz Mihály

Mihály Csokonai Vitéz (* 17. November 1773 in Debrecen; † 28. Januar 1805 ebenda) war ein ungarischer Dichter.

## Leben
Csokonai machte seine ersten poetischen Schritte in Debrecen, wo er auch zur Schule ging.
Er wurde am dortigen reformierten Kollegium erzogen, das bereits im 16. Jahrhundert gegründet wurde, der Frühzeit der protestantischen Bewegung. Im von den katholischen Habsburgern regierten Ungarn war dies ein Ort unabhängiger Geister.
Csokonai und seine Mitschüler gründeten 1790 eine Gesellschaft zum Studium der westlichen Literaturen. Dabei übernahm Csokonai die Arbeit an der italienischen. Er lernte Lateinisch, Italienisch, Französisch und Deutsch und soll sich auch mit Griechisch, Englisch, Hebräisch, Arabisch und Persisch befasst haben.
Im Jahr 1795 wurde in Ungarn die aufklärerische Martinovics-Bewegung der Vorbereitung eines Umsturzes beschuldigt. Einige Mitglieder dieser Bewegung wurden in Buda gehängt. Im Rahmen dieser repressiven Maßnahme gerieten alle aufklärenden Bemühungen in den Verdacht, die habsburgische Herrschaft zu gefährden: Csokonai selbst wurde gezwungen, das Debrecener Kollegium zu verlassen.
Daraufhin begann er ein Jurastudium in Sárospatak. Im Herbst 1796 gab er in Pressburg (heute Bratislava), wo der ungarische Reichstag tagte, seine Gedichte in Heftform heraus. Danach ging er 1797 nach Komárom, heute Komárno, Slowakei, wo 1797 der Adel über einen Aufstand gegen Napoleon beriet. Er lernte dort Julia Vajda kennen, eine Bürgertochter, die ihn zu den Lilla-Liedern inspirierte.
Auch in Debrecen hatte Mihály Csokonai Vitéz bereits viele Lieder geschrieben, die eine dortige alte Volks- und Studententradition fortsetzten. Sein Heiratsantrag an Julia wurde von ihren Eltern wegen seiner Mittellosigkeit abgewiesen.
In den Jahren 1799 und 1800 arbeitete er als Hilfslehrer am Gymnasium von Csurgó in Westungarn. Es gelang ihm weder eine dauerhafte Anstellung zu finden, noch seine Werke herauszugeben. Er kehrte nach Debrecen zurück, wo er außer zu einigen Debrecener Literaten keine Gesellschaft suchte. Im Alter von 31 Jahren ist er am 28. Januar 1805 an Lungenentzündung (er hatte sich bei einem Begräbnis, wo er seine letzte Vorlesung gehalten hat, verkühlt, und konnte sich nicht mehr auskurieren) gestorben.

## Werke
- Dorottya vagyis a dámák diadala a farsangon, komisches Epos 1804 (dt. Dorothea oder Der Triumph der Damen im Fasching, Wien 1914; unvollständig)
- Lilla, Gedichtzyklus, entstanden 1793–1802, erschienen 1805 (dt. Lilla, Budapest 1971)
- Poétai munkái, das poetische Werk, Wien 1813, 4 Bände

Deutsche Übersetzungen der Gedichte erschienen in folgenden Anthologien
- Magyarische Gedichte, Stuttgart 1825
- Blumenlese aus ungarischen Dichtern, Pest 1828
- Album hundert ungarischer Dichter, Dresden 1854
- Ungarischer Dichterwald, Stuttgart 1897
- Ungarische Dichtungen aus fünf Jahrhunderten, Berlin/DDR 1970
- Wie könnte ich dich nennen? Ungarische Liebesgedichte aus alter und neuer Zeit, Budapest 1971
- Mihály Csokonai Vitéz, Gedichte (Auswahl), Budapest 1984

Zu den bekanntesten Gedichten, die auch deutsch übersetzt wurden, zählen
- An das Echo von Tihany
- An die Einsamkeit
- Konstantinopel
- An die Hoffnung
- Die arme Zsuzsi beim Aufbruch des Lagers

Viele Gedichte wurden auch vertont, z. B. von Gy. Kósa, Gy. Dávid, F. Farkas, István Kardos, Z. Kodály, J. Kossovits, M. Pászti, T. Polgár, B. Reinitz, R. Sugár und M. Turay.

## Trivia
- 1865 wurde in Debrecen das Csokonai-Theater (Csokonai Színház) eröffnet, welches nach Csokonai Vitéz benannt wurde.
- 2009 wurde ein Asteroid nach ihm benannt, welcher auf den Tag genau 195 Jahre nach seinem Tod entdeckt worden war: (75823) Csokonai.

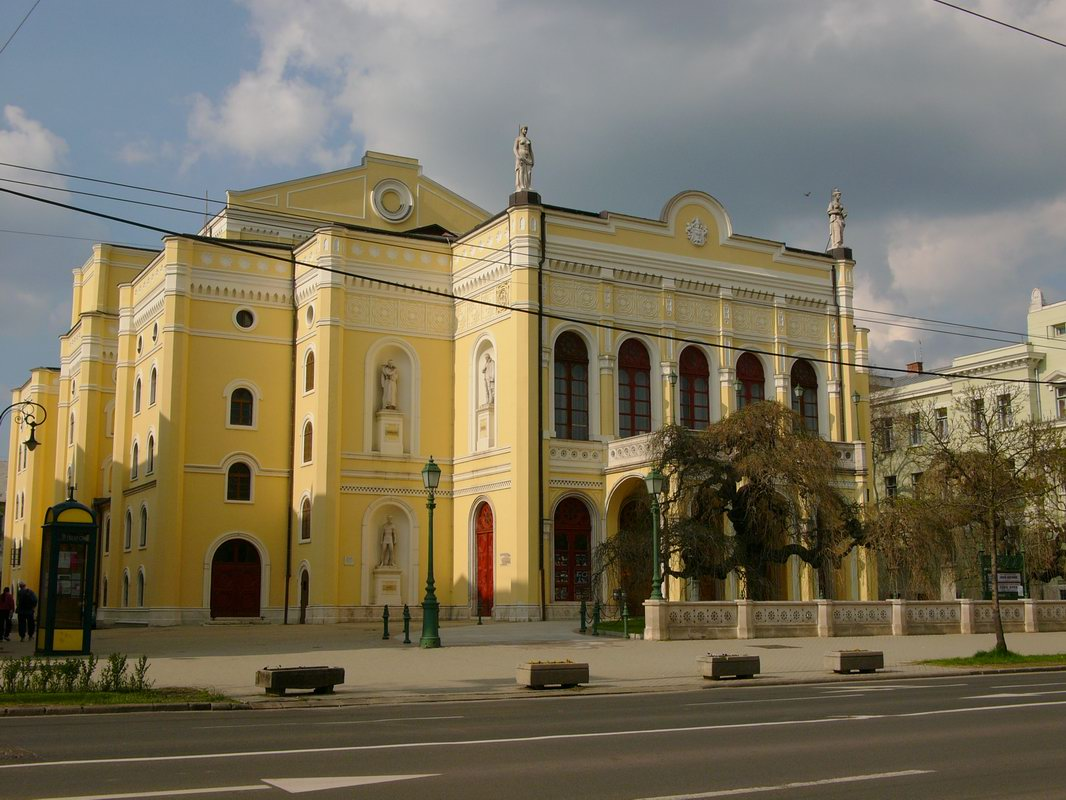